# In The Meantime
In the Meantime  é o terceiro álbum de estúdio da cantora canadense Alessia Cara, lançado em 24 de Setembro de 2021, pela Def Jam Recordings. Sendo a grande maioria das canções escritas pela própria cantora. Após três anos, a cantora afirma que este álbum pode ser entendido como sua "carta de libertação", um álbum repleto de frustrações e amores. 

## Background
No dia 28 de junho de 2021, Alessia postou em sua conta oficial do instagram duas imagens, sem legendas, onde era possível ver apenas uma parede verde com relógios, cadeiras, sapatos e artigos de decoração. No dia seguinte, Alessia compartilhou uma foto sua de costas, olhando ao espelho, iniciando diariamente, uma contagem regressiva para o que seria o lançamento do vídeo da nova canção, Sweet Dreams e Shapeshifter.
Para divulgar o lançamento das duas novas canções, no dia 20 de julho, a cantora realizou apresentações no programa The Late Show with Stephen Colbert performando nas Cataratas do Niágara.
No dia 02 de setembro de 2021, Alessia compartilhou em sua conta oficial do Instagram a capa de seu terceiro álbum, junto ao título ''In the Meantime'' com a data de lançamento prevista para o dia 24 do mesmo mês. 
O novo álbum foi lançado no dia 24 de setembro à meia noite no mundo todo, no mesmo dia, Alessia lançou o vídeo da canção ''Best Days'' no youtube, realizando também uma performance no programa The Tonight Show Starring Jimmy Fallon.  No dia seguinte, Alessia também apresentou a canção no Global Citizen Festival, seguida pelas canções Scars to Your Beautiful e Stay.

## Lista de Faixas
| N°  | Título                        | Compositor(es) | Produtores(s)                                      | Duração |
| --- | ----------------------------- | --- | -------------------------------------------------- | ------- |
| 1.  | "Unboxing Intro"              | Alessia Caracciolo, Jon Levine | "Jon Levine"                                       | 0:41    |
| 2.  | "Box In The Ocean"            | Alessia Caracciolo, Jon Levine | "Jon Levine"                                       | 3:16    |
| 3.  | "Bluebird"                    | Alessia Caracciolo, Albert Beach, Cameron Breithaupt, Charles Trenet                                                              | "Cameron Breithaupt"                               | 3:14    |
| 4.  | "Lie To Me"                   | Alessia Caracciolo, Clément Langlois-Légaré, Johann Deterville, Matthew Samuels, Milos Angelov, Yannick Rastogi, Zacharie Raymond | "Boi 1da, YogiTheProducer, Don Mills, Banx $ Ranx" | 2:31    |
| 5.  | "Shapeshifter"                | Alessia Caracciolo, Salaam Remi                                                                                                   | Salaam Remi                                        | 3:06    |
| 6.  | "Fishbowl"                    | Alessia Caracciolo, Michael Joseph Wise                                                                                           | Mike Wise                                          | 3:08    |
| 7.  | "I Miss You, Don't Call Me"   | Alessia Caracciolo, Jon Levine | Jon Levine                                         | 3:20    |
| 8.  | "Middle Ground" (feat. CHIKA) | Alessia Caracciolo, Jane Chika Oranika, Michael Joseph Wise                                                                       | Mike Wise                                          | 3:43    |
| 9.  | "Somebody Else"               | Alessia Caracciolo, Dylan Wiggins, Martin McKinney                                                                                | Doc McKinney, Dylan Wiggins                        | 3:34    |
| 10. | "Drama Queen"                 | Alessia Caracciolo, Alyssa Reid, Jamie Appleby, Michael Joseph Wise, Nathan Ferraro, Soran Dussaigne                              | Mike Wise                                          | 3:01    |
| 11. | "Clockwork"                   | Alessia Caracciolo, Greg Kurstin                                                                                                  | Greg Kurstin                                       | 2:27    |
| 12. | "Best Days"                   | Alessia Caracciolo, Jon Levine | Jon Levine                                         | 3:31    |
| 13. | "Sweet Dream"                 | Alessia Caracciolo, Jason Evigan, Caroline Ailin, Jon Levine, Spencer Stewart                                                     | Jon Levine, Spencer Stewart, Jason Evigan          | 3:02    |
| 14. | "Find My Boy"                 | Alessia Caracciolo, Michael Joseph Wise                                                                                           | Mike Wise                                          | 3:12    |
| 15. | "Voice In My Head"            | Alessia Caracciolo, Mathieu Jomphe Lépine                                                                                         | Billboard                                          | 2:57    |
| 16. | "Slow Lie"                    | Alessia Caracciolo, Jake Torrey, Jeff Halavacs                                                                                    | Halatrax, Jake Torrey                              | 2:42    |
| 17. | "You Let Me Down"             | Alessia Caracciolo, Michael Joseph Wise                                                                                           | Mike Wise, Hrag Sanballan                          | 3:13    |
| 18. | "Apartment Song"              | Alessia Caracciolo, Joel Little, Kyle Harvey                                                                                      | Joel Little                                        | 3:41    |

Todas as informações sobre os créditos estão disponíveis no site oficial da cantora em 2021. 